# Vasilis Politis
Vasilis Politis (griechisch Βασίλειος Πολίτης, * 20. Mai 1963 in Athen) ist ein griechischer Philosophiehistoriker, der am Trinity College Dublin lehrt.
In Athen geboren, nahm ihn sein Vater, ein Architekt, 1970 mit nach Dänemark, wo er zweisprachig aufwuchs. Nach dem dortigen Schulbesuch bis 1981 studierte er von 1982 bis 1992 an der Universität Oxford (St John’s College, St Anne’s College). Dort erwarb er 1986 einen B.A., 1989 einen Master in Philosophie, schließlich 1994 einen Ph.D. (bei Lesley Brown). Mit einem Stipendium der Stiftung Maximilianeum verbrachte er das akademische Jahr 1984–1985 an der Universität München. Weitere Lehrer waren in Oxford Jonathan Barnes, Michael Frede, John Ackrill und Peter Strawson, in München Dieter Henrich.
Seit 1992 ist er Lehrbeauftragter am Trinity College Dublin gewesen, seit 1997 ist er dort festangestellt. Zusammen mit John M. Dillon leitet er das dortige Plato Centre. Im Sommer und Herbst 2016 war er Gastprofessor an der Wuhan-Universität, im Winter 2016 an der Renmin-Universität, Peking.
Seine Forschungsschwerpunkte sind Platon und Aristoteles.

## Schriften (Auswahl)
- Plato’s Essentialism. Reinterpreting the Theory of Forms. Cambridge University Press, Cambridge 2021
- (Hrsg. mit George E. Karamanolis): The Aporetic Tradition in Ancient Philosophy. Cambridge University Press, Cambridge 2016
- The Structure of Enquiry in Plato’s Early Dialogues. Cambridge University Press, Cambridge 2015
- The Routledge Philosophy Guidebook to Aristotle and the Metaphysics. Routledge, London 2004.
- (Hrsg., Übers.): Paul Natorp, Plato’s theory of ideas. An introduction to idealism. Ed. with an introd. by Vasilis Politis. Transl. by Vasilis Politis and John Conolly. Postscript by André Laks. Academia-Verlag, Sankt Augustin 2004.
- Kant’s Critique of Pure Reason. Everyman 1993.